# Carlo Tancredi Falletti di Barolo
Carlo Tancredi Falletti di Barolo (Turim, 26 de outubro de 1782 — Chiari, 4 de setembro de 1838), marquês de Barolo, foi um aristocrata italiano, proprietário de uma imensa fortuna, que incluía o Palazzo Barolo. Distinguiu-se como grande filantropo e mecenas, fundador, com a sua esposa Juliette Colbert, de diversas organizações religiosas, entre as quais a Congregação das Irmãs de Santa Ana (Congregazione delle Suore di Sant’Anna).
Na sua acção caritativa dedicou-se principalmente à educação, à instrução e formação profissional de crianças e jovens orindos de famílias pobres. Teve participação na vida política, tendo integrado a corte de Napoleão Bonaparte, onde foi pajem, e sendo depois decurião e síndico da cidade de Turim. A Igreja Católica Romana reconhece-o como servo de Deus.

## Biografia
Nasceu em Turim, filho do marquês Ottavio de Barolo e de sua esposa Paolina d'Oncieu di Chaffardon. A família estava entre a mais rica aristocracia piemontesa do tempo, com extensas propriedades no Piemonte e o governo do Marquesato de Barolo.
Os Barolo estiveram entre os poucos nobres do Piemonte que aderiram de imediato à situação política criada pela abdicação de Carlos Emanuel IV da Sardenha. Em consequência, Carlo Tancredi foi convidado para pajem na corte de Napoleão Bonaparte, onde foi educado, beneficiando paralelamente de uma esmerada educação providenciada por seu pai, com quem viajou extensamente pela Europa.
Na corte imperial foi apresentado à jovem Juliette-Françoise-Victurnienne de Colbert-Maulévrier, da alta nobreza da Vendeia e descendente de Jean-Baptiste Colbert. O casamento foi apadrinhado pelo imperador Napoleão Bonaparte e realizou-se no ano de 1807 em Paris. Em 1810 foi elevado à grandeza de conde do Império.
Com a restauração da monarquia sarda e devolução a Vítor Emanuel I da Sardenha dos territórios transalpinos sob domínio francês (Piemonte e Saboia), operada pelo Tratado de Paris de 1815, regressou a Turim e instalou-se em definitivo no Palazzo Barolo. Foi então nomeado decurião (decurione) do município de Turim, do qual seria administrador (sindaco) nos anos 1826-1827.
Nas suas funções na administração municipal distinguiu-se na luta contra a pobreza e por abraçar inúmeras actividades beneficentes da cidade e subúrbios, dando impulso à criação de escolas gratuitas para os filhos dos pobres e à criação de lugares gratuitos numa escola para surdos-mudos. Em 1827 também contribuiu para a criação da primeira caixa económica (Cassa di Risparmio) do Piemonte.
Provando ter simpatias liberais, Barolo fez parte do Conselho de Governo nomeado após a revolução constitucional de 1821, que provocou a abdicação de Vítor Emanuel I da Sardenha e levou ao poder o regente Carlos Alberto Amadeu di Savoia. Ainda assim, não foi incomodado com a subida ao poder de Carlos Félix da Sardenha e a restauração do absolutismo.
Não tendo o casal filhos, Carlo Tancredi e a sua esposa Juliette dedicaram-se progressivamente à filantropia, em particular às obras voltadas para a assistência e a educação da infância mais desvalida. No verão-outono de 1830 o casal fundou no seu palácio de Turim algumas salas de infantário e de jardim-de-infância, a que chamaram sale di ricovero. Nesta acção seguiram o exemplo das salles d'asile existentes em Paris desde 1826, pretendendo nelas dar às crianças mais desfavorecidas da cidade um abrigo onde recebessem os primeiros elementos de uma educação moral e religiosa. O espírito e a organização dos jardins de infância do casal Barolo eram, no entanto, diferentes dos de Ferrante Aporti, estando a sua acção mais profundamente focada nos aspectos cultural e religioso, como aliás foi explicado numa das obras de Carlo Tancredi.
Acompanhou os esforços da sua esposa no sentido de humanizar as prisões de Turim, colaborando na fundação de uma congregação de ex-presidárias, a que deram o nome de Sorelle Penitenti di Santa Maria Maddalena (Irmãs Penitentes de Santa Maria Madalena), na actualidade a congregação das Filhas de Jesus Bom Pastor (Figlie di Gesù Buon Pastore).
Também se dedicou à formação profissional dos jovens trabalhadores, colaborando com os órgãos da administração municipal no alargamento da rede de escolas profissionais, então apenas capazes de acolher um número restrito de jovens. Esse esforço levou à criação, em 1833, na localidade de Varallo Sesia, de uma associação privada visando o fomento das artes do desenho, com o objectivo de apoiar o desenvolvimento das tendências artísticas dos jovens, funcionando na sua dependência uma escola gratuita para os pobres.
Os seus esforços em prol da educação foram reconhecidos em 1832, quando Carlo Tancredi foi eleito secretário do conselho municipal de educação pública, o que lhe permitiu fomentar o ensino nas escolas primárias, encarregando dele os irmãos das Escolas Cristãs (Scuole Cristiane).
Durante a epidemia de cólera que atingiu a cidade de Turim em 1835, Carlo Tancredi, que era decurião da cidade, trabalhou arduamente para organizar hospitais e enfermarias onde internar os doentes.
Também se dedicou ao mecenato, albergando no seu palácio alguns dos mais conhecidos intelectuais italianos do tempo, entre os quais Cesare Balbo, Federico Sclopis, Cesare Alfieri di Sostegno, Pietro di Santarosa, Silvio Pellico e o então jovem Camillo Cavour.

## Obras publicadas
Publicou algumas obras de cariz didático, entre as quais:
- Brevi cenni dedicati alle persone carítatevoli (Turim, 1832);
- Lezioni sopra la geografia patria ad uso della gioventù piemontese, 3 vol. (Turim, 1836);
- Cenni diretti alla gioventù intorno ai fatti religiosi successi nella città di Torino dal principio dell'era cristiana ai tempi nostri  (Turim, 1836);
- Brevissimi cenni diretti alla gtoventù che frequenta le scuole italiane intorno ai vari stati che da essa possonsi eleggere ed alle disposizioni con cui si devono abbracciare (Turim, 1837).